# Друштвена улога
Друштвена улога је понашање које се очекује од појединаца који заузимају одређени положај у друштву. Идеја друштвене улоге јавила се по угледу на позориште у коме сваки глумац игра своју улогу на позорници. У сваком друштву појединци имају известан број различитих друштвених улога и оне се уклапају у различите контексте њихових активности.

## Комплементарне улоге
Комплементарне улоге су две различите, међусобно повезане улоге које се допуњују, тако да је једна незамислива без друге (улоге мужа и жене, родитеља и детета, вође и следбеника, лекара и пацијента итд.).